# 北陸ハーネス
北陸ハーネス株式会社（ほくりくハーネス、Hokuriku Harness Co., Ltd. ）は、かつて存在した住友グループに所属するワイヤーハーネス製造メーカー。
2010年10月に東洋ハーネス、九州住電装、新宮電装と合併し、SWS西日本株式会社となった。

## 主力製品・事業
- 自動車用ワイヤーハーネス
- 農機具用ワイヤーハーネス
- 各種ワイヤーハーネス

## 主要事業所
- 本社 - 石川県金沢市米泉町6丁目10番
- 金沢工場 - 石川県金沢市米泉町6丁目10番
- 宇ノ気工場 - 石川県かほく市宇気１丁目12-80
- 宇ノ気第2工場 - 石川県かほく市横山タ140番
- 田鶴浜工場 - 石川県七尾市白浜町54番地

## 沿革
- 1973年 - 資本金1,000万円にて創業。
- 1976年 - 田鶴浜工場開設。
- 1979年 - 資本金4,000万円に増資。
- 1980年 - 宇ノ気工場開設。
- 1984年 - 資本金を8,000万円に増資、田鶴浜物流センター開設。
- 1988年 - 高岡工場開設、宇ノ気第2工場開設。
- 1991年 - 資本金を2億4,000万円に増資。
- 1996年 - ゴム部品成型事業開始、ISO9002認証取得。
- 1999年 - 資本金を3億6,000万円に増資。
- 2000年 - ISO14001認証取得。
- 2002年 - ISO9001 2000年版認証取得。
- 2004年 - 高岡工場を閉鎖。ゴム部品形成事業を他社に移管。
- 2007年 - 住友電装グループグローバル品質賞受賞。
- 2010年 - 東洋ハーネス、九州住電装、新宮電装と合併し、SWS西日本株式会社設立。

## 主要関係会社

### 関係会社
- 東北住電装
- 住友電装